# Cladonia gracilis
Cladonia gracilis (L.) Willd. (1787), è una specie di lichene appartenente al genere Cladonia,  dell'ordine Lecanorales.
Il nome deriva dal latino gracilis che significa delicato, gracile, sottile, fine, per lo spessore dei podezi.

## Caratteristiche fisiche
I podezi sono abbastanza grandi, alti da 3 a 7 centimetri e spessi circa 1-2 millimetri; hanno di frequente piccole coppe alquanto strette o ne sono privi in alcuni casi. Le biforcazioni delle ramificazioni, dette anche ascelle non sono perforate. La cortex che ricopre è del tutto liscia.
Il fotobionte è principalmente un'alga verde delle Trentepohlia.

## Habitat
Questa specie preferisce un clima che va da temperato freddo a circumpolare. Rinvenuto prevalentemente su suoli acidi, molto raramente su legni in decomposizione; ottimi sono i terreni silicei alpini. Predilige un pH del substrato molto acido o con valori intermedi fra molto acido e subneutrale. Il bisogno di umidità è mesofitico.

## Località di ritrovamento
La specie è cosmopolita, ed è stata rinvenuta nelle seguenti località:
- Canada (Nuova Scozia, Nunavut, Columbia Britannica, Ontario, Alberta, Manitoba, Nuovo Brunswick, Terranova, Labrador, Québec (provincia), Saskatchewan, Yukon);
- USA (Iowa, Maine, Nebraska, Colorado, Alabama, Maryland, Michigan, Nuovo Messico, Vermont, Virginia Occidentale, Montana, Hawaii, Distretto di Columbia, Connecticut, Wisconsin, Alaska, New Hampshire, New York, Washington, Rhode Island, Minnesota, Dakota del Nord, Oregon);Cladonia gracilis

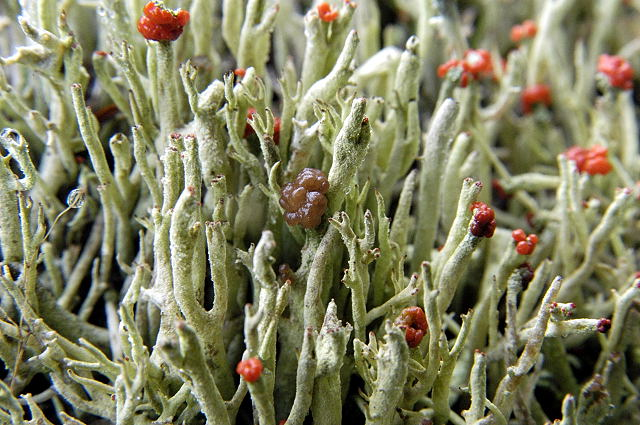
Cladonia gracilis

- Germania (Baden-Württemberg, Berlino, Meclemburgo, Baviera, Renania Settentrionale-Vestfalia, Sassonia, Renania-Palatinato, Amburgo, Sassonia-Anhalt, Essen, Schleswig-Holstein, Turingia, Bassa Sassonia, Brandeburgo);
- Spagna (Castiglia e León, Cantabria);
- Austria (Alta Austria);
- Cina (Heilongjiang, Mongolia interna, Anhui, Zhejiang, Xinjiang, Jilin, Hubei, Yunnan, Sichuan);
- Andorra, Antartide, Argentina, Bahamas, Cile, Corea del Sud, Danimarca, Estonia, Finlandia, Georgia del Sud, Giappone, Gran Bretagna, Groenlandia, India, Irlanda, Islanda, Isole Azzorre, Isole Canarie, Isole Orcadi meridionali, Isole Svalbard, Lituania, Lussemburgo, Madera, Mongolia, Norvegia, Nuova Zelanda, Paesi Bassi, Polonia, Portogallo, Repubblica Ceca, Réunion, Romania, Saint-Pierre e Miquelon, Serbia, Svezia, Tristan da Cunha, Ungheria.

In Italia è presente, ed è abbastanza comune, in tutto il Trentino-Alto Adige e la Valle d'Aosta, lungo tutto l'arco alpino piemontese, gran parte della Lombardia settentrionale, nelle zone del Veneto al confine col Trentino, e nelle zono alpinefriulane; alquanto raro in Liguria, nella parte occidentale dell'Emilia-Romagna, gran parte della Toscana orientale; estremamente raro nelle Marche, negli Abruzzi e in Sicilia.

## Tassonomia

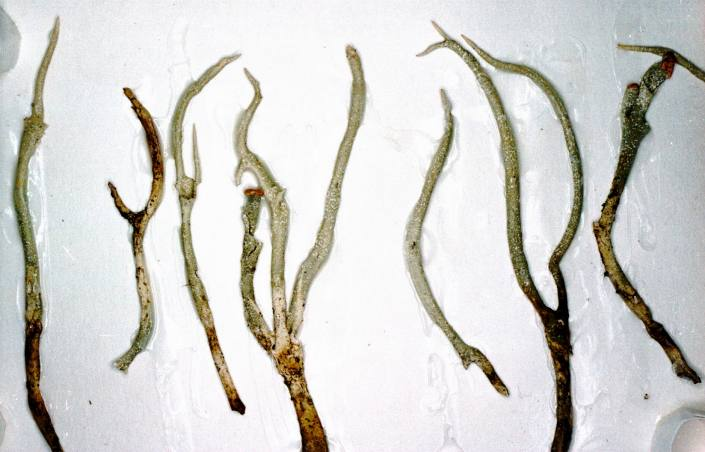
Cladonia gracilis subsp. gracilis

Questa specie è inserita attualmente nella sezione Cladonia, ed a tutto il 2008 sono state identificate le seguenti forme, sottospecie e varietà:
- Cladonia gracilis f. anthocephala Sandst.
- Cladonia gracilis f. aspera Flk.
- Cladonia gracilis f. chanousiae Sambo (1932).
- Cladonia gracilis f. cribrosa (Flot.) Hillmann (1957).
- Cladonia gracilis f. ecmocyna (Ach.) Vain.
- Cladonia gracilis f. fissa Anders (1936).
- Cladonia gracilis f. floripara Flörke.
- Cladonia gracilis f. gracilis (L.) Willd. (1787).
- Cladonia gracilis f. hybrida Schaer.
- Cladonia gracilis f. intermedia (Robbins) Zahlbr. (1932).
- Cladonia gracilis f. leucochlora (Ach.) Flörke.
- Cladonia gracilis f. macroceras (Flörke) Flörke.
- Cladonia gracilis f. marginalis Schaer. (1850).
- Cladonia gracilis f. maxima Asahina (1971), (= Cladonia maxima).
- Cladonia gracilis f. nigripes Nyl.
- Cladonia gracilis f. perfossa Dombr. (1966).
- Cladonia gracilis f. prolifera Anders (1936).
- Cladonia gracilis f. propagulifera Vain. (1903).
- Cladonia gracilis f. recurvoperitheta Anders (1936).
- Cladonia gracilis f. setigera Anders (1936).

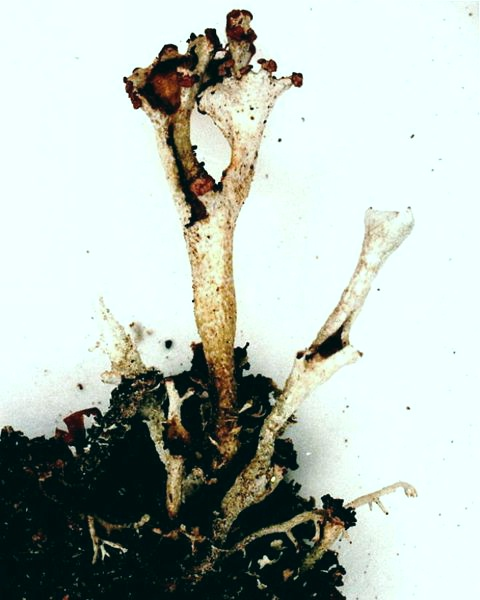
Cladonia gracilis subsp. turbinata

- Cladonia gracilis f. sorediosa M. Choisy (1951).
- Cladonia gracilis f. valida Jatta.
- Cladonia gracilis subf. albinea (Sandst.) Hillmann (1957).
- Cladonia gracilis subf. centralis Flot.
- Cladonia gracilis subf. gracilis (L.) Willd. (1787).
- Cladonia gracilis subsp. elongata (Wulfen) Vain. (1922).
- Cladonia gracilis subsp. gracilis (L.) Willd. (1787).
- Cladonia gracilis subsp. nigripes (Nyl.) Ahti (1980).
- Cladonia gracilis subsp. tenerrima Ahti (1980), (= Cladonia tenerrima).
- Cladonia gracilis subsp. turbinata (Ach.) Ahti (1980).
- Cladonia gracilis subsp. valdiviensis Ahti (1990).
- Cladonia gracilis subsp. vulnerata Ahti (1980).
- Cladonia gracilis subvar. campbelliana Vain., (= Cladonia sarmentosa).
- Cladonia gracilis subvar. gracilis (L.) Willd. (1787).
- Cladonia gracilis var. aspera Flörke (1810).
- Cladonia gracilis var. campbelliana (Vain.) Vain. (1894), (= Cladonia sarmentosa).
- Cladonia gracilis var. cervicornis Flörke

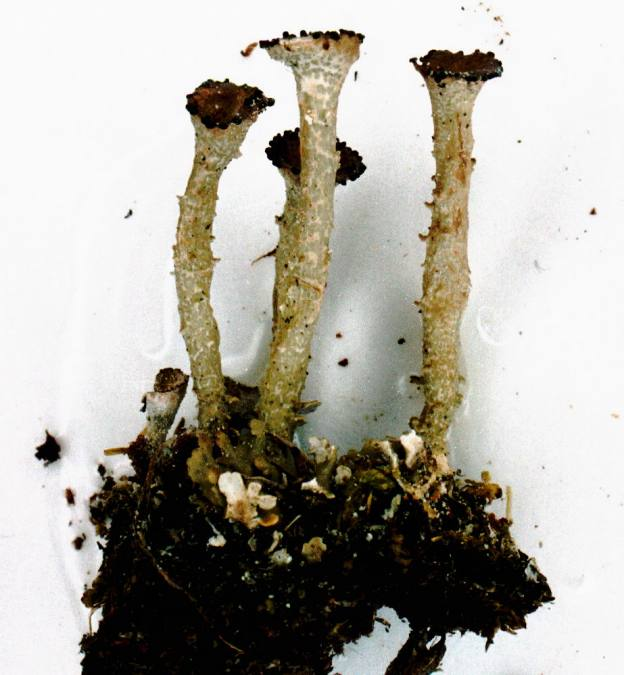
Cladonia gracilis

- Cladonia gracilis var. chordalis (Flörke) Schaer.
- Cladonia gracilis var. dilacerata Flörke.
- Cladonia gracilis var. dilatata (Hoffm.) Vain. (1894).
- Cladonia gracilis var. dilatata f. dilacerata (Flk.) Wain.
- Cladonia gracilis var. eemocyna (Ach.) Vain.
- Cladonia gracilis var. elongata (Wulfen) Flörke.
- Cladonia gracilis var. elongata f. hugueninii
- Cladonia gracilis var. elongata f. laontera
- Cladonia gracilis var. gracilis (L.) Willd. (1787).
- Cladonia gracilis var. hybrida Schaer.
- Cladonia gracilis var. macroceras (Flörke) Flörke.
- Cladonia gracilis var. nigripes (Nyl.) Ahti (1973).
- Cladonia gracilis var. scyphosa Sommerf.
- Cladonia gracilis var. squamosissima Müll. Arg.
- Cladonia gracilis var. turbinata (Ach.) Schaer.